# Bouteille à la mer
Pour les articles homonymes, voir Une bouteille à la mer.

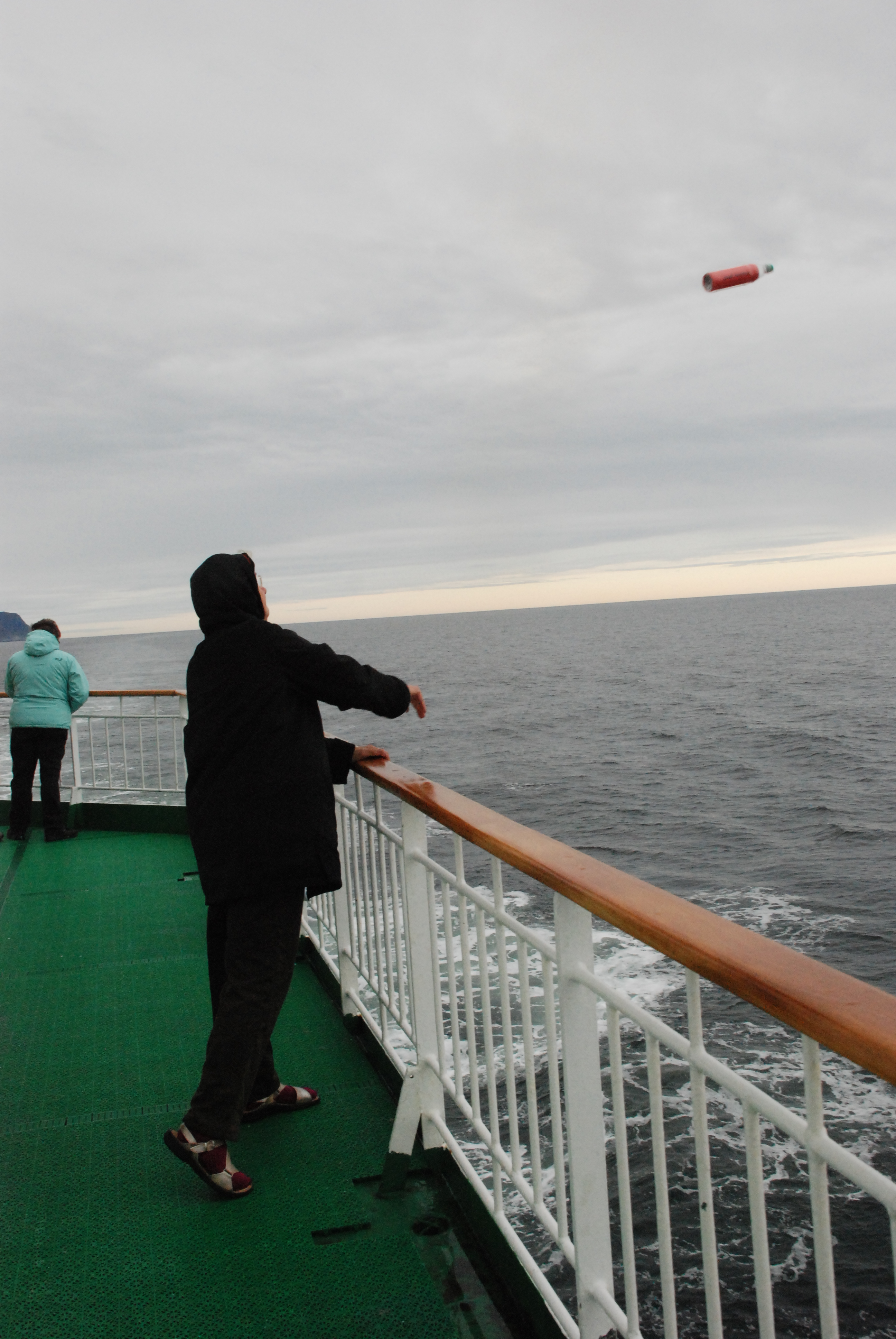
Lancer d'une bouteille (Hurtigruten, Norvège), en 2011.

Une bouteille à la mer est un moyen de communication consistant à inscrire un message sur un morceau de papier, à l'insérer dans une bouteille bouchée (ou tout autre récipient étanche), et à jeter celle-ci dans une mer ou un océan, sans destinataire précis, avec l'espoir que quelqu'un finisse par la trouver, au gré des courants.
Rendues célèbres par la littérature, les bouteilles à la mer sont connues du grand public pour servir de moyen d'appel à l'aide aux naufragés sur une île déserte. Le principe de la bouteille à la mer n'est pourtant pas que d'invention littéraire : des « bouteilles à la mer », qui ne sont pas toujours nécessairement des bouteilles, et qui peuvent être abandonnées ailleurs que dans la mer, sont utilisées également dans la réalité.
Par métaphore, le fait d'envoyer un message à tout hasard, sans s'adresser à quelqu'un en particulier, et en ayant peu de chances d'être entendu, est comparé dans plusieurs langues à une « bouteille à la mer ».

## Mise en œuvre
Il est déconseillé d'utiliser une bouteille en matière plastique sous peine de contribuer à la pollution marine. On rencontre dans tous les océans de la planète d'immenses accumulations de déchets, composées surtout de plastiques, qui peuvent flotter durablement.
Un message de ce type est extrêmement aléatoire car, pour qu'il finisse par être lu un jour, il est nécessaire : 
- que la bouteille soit effectivement entraînée au large, et ne revienne pas aussitôt à son point de départ, au gré du ressac ;
- que la bouteille ne coule pas, ni ne soit cassée ;
- qu'elle soit parfaitement étanche, pour que l'eau ne dégrade pas le document qu'elle contient, et que sa flottabilité ne soit pas altérée ;
- que les caractéristiques du document lui permettent de résister à une exposition au soleil, éventuellement longue ;
- que la bouteille s'échoue sur une côte assez fréquentée, pour être trouvée, sans s'ensabler ni être recouverte par les algues ;
- que quelqu'un s'aperçoive qu'il y a un message à l'intérieur...
- que la bouteille, si elle ne s'échoue pas, soit remontée par un chalut de pêche.

## Exemples d'utilisation
Des bouteilles à la mer ont pu être utilisées par des naufragés essayant par ce moyen de signaler leur présence et d'appeler à l'aide.
Pendant le siège de Paris, durant la guerre franco-allemande de 1870, les assiégés ont inséré des centaines de messages dans des boules d'étain conçues pour flotter entre deux eaux, qui ont été confiées à la Seine, dans le but qu'elles passent ainsi à travers les lignes allemandes puis soient retrouvées à l'aval. 
La NASA a envoyé dans l'espace des messages s'apparentant à des bouteilles à la mer, dans l'hypothèse que d'éventuels êtres extraterrestres les reçoivent : les plaques de Pioneer en 1972 et 1973, puis le Voyager Golden Record en 1977.
Par jeu, des bouteilles à message sont parfois jetées à la mer par des personnes n'étant pas en difficulté, dans le simple but, très hypothétique, que la bouteille soit trouvée un jour, et de nouer un contact avec celui qui la trouvera.

## Records
L'une des plus anciennes bouteilles à la mer a dérivé durant 97 ans et 309 jours avant d'être repêchée à l'Est des îles Shetland par un pêcheur écossais, Andrew Leaper. Elle contenait une carte postale et une promesse de récompense émanant de l'école de navigation de Glasgow, qui avait organisé en 1914 un jeter de 1 890 bouteilles dans le but d'étudier les courants marins de la région.
Le record précédent est battu par une bouteille jetée dans la Baltique par un jeune Allemand en 1913, et repêchée en 2014. 
En avril 2015, le record est porté à 108 ans et 138 jours par une bouteille lancée par le biologiste marin George Parker Bidder en 1906.
Le plus vieux message dans une bouteille retrouvé en 2018 a 132 ans : il s'agit d'une bouteille jetée d'un bateau scientifique allemand, le Paula, en 1886 dans le Pacifique sud-ouest, dans le but d'étudier la dynamique des courants marins. Elle est trouvée avec son message intact par une touriste sur une plage australienne.

## Dans la fiction

### Romans
Trois œuvres classiques développent une intrigue dont l'argument initial est la découverte d'une bouteille contenant un message :
- Manuscrit trouvé dans une bouteille (1833), d'Edgar Allan Poe ;
- Les Enfants du capitaine Grant (1868), de Jules Verne ;
- La Planète des singes (1963), de Pierre Boulle.

Dans le roman L'Île mystérieuse, Jules Verne utilise à nouveau le principe de la bouteille à la mer : c'est ce procédé qui permet au Capitaine Nemo d'informer les colons de la présence d'un naufragé, Ayrton, sur l'île Tabor.
L'expression est reprise dans le titre du roman de Nicholas Sparks, Une bouteille à la mer, ainsi que dans deux films de fiction, Une bouteille à la mer sorti en 1999, et Une bouteille à la mer sorti en 2012.
Une bouteille à la mer, au sens propre de l'expression, se trouve au cœur de l'intrigue de Délivrance, roman de Jussi Adler-Olsen. Ce roman a été publié au Danemark en 2009, et a fait l'objet d'une traduction française parue en 2013.
La série Les Six Compagnons de Paul-Jacques Bonzon compte un roman Les Six Compagnons et la Bouteille à la mer, dans lequel un homme a envoyé une bouteille à la mer (retrouvée par les Compagnons) afin d'être secouru.
Dans Fantômette chez les Corsaires, roman de la série humoristique Fantômette créée par Georges Chaulet, le personnage de Ficelle lance une bouteille à la mer, qu'elle repêchera trois mois plus tard par le plus grand des hasards.

### Chansons
Le titre de la chanson Message in a Bottle (1979) de The Police se traduit en français par Une bouteille à la mer.
La chanson Tous les cris les S.O.S. (1985) de Daniel Balavoine emploie l'image d'une bouteille vide jetée à la mer, que les vagues ramènent et brisent contre les rochers, comme symbole de la difficulté à communiquer.
En 2022, lors de la sortie de son album L'Emprise, Mylène Farmer interprète sa chanson intitulée Bouteille à la mer.

### Poèmes
La Bouteille à la mer est un poème d'Alfred de Vigny